# マギー (俳優)
マギー（1972年5月12日 - ）は、日本の俳優、脚本家。本名、児島 雄一（こじま ゆういち）。兵庫県出身。シス・カンパニー所属。

## 略歴
小学5年生のときに親の都合で東京都の学校に転校し、教室に入る際、わざと転ぶ演出をしてクラスの笑いを取った瞬間に、笑わせる快感を覚えた。兵庫県立御影高等学校を経て、タモリに憧れて早稲田大学を目指し、大学受験で関西学院大学と明治大学に合格し、明治大学商学部に進学。大学在学中、演劇サークル『騒動舎』に所属。1993年に『騒動舎』のメンバー6人でジョビジョバを結成。2002年12月にジョビジョバの活動停止が発表された後、俳優・バラエティタレント・脚本家として活動。

## 人物
- 芸名は高校時代のあだ名に由来。俳優名をマギー、作家名を児島雄一と使い分けていた時期もある。ミッキー・カーチス（ミッキー亭カーチス）の落語の弟子としてミッキー亭マギーという高座名を持つ。

- 2007年3月に福田雄一とのコントユニット、U-1グランプリを旗揚げ。旗揚げ公演のメンバーはマギー、つぐみ、八十田勇一、佐藤二朗、平成ノブシコブシ。
- ラーメンチェーン店「天下一品」の大ファン。
- TBS『SASUKE』のファンで、日置将士を推している。
- 既婚者で、娘が2人いる[2]。

## 出演

### テレビドラマ
- 流れ板七人（1997年1月16日 - 3月20日、テレビ朝日）
- 大河ドラマ 元禄繚乱（1999年1月10日 - 12月12日、NHK総合） - 近松勘六 役
- ナオミ 第5話（1999年5月12日、フジテレビ）
- ナンバーワン（2001年12月27日、TBS）
- 逮捕しちゃうぞ（2002年10月17日 - 12月12日、テレビ朝日）
- きみはペット（2003年4月16日 - 6月18日、TBS） - 瓜山信行 役
- クニミツの政#テレビドラマ（2003年7月1日 - 9月9日、関西テレビ） - 猿渡一郎 役
- 相棒（テレビ朝日）
  - （2003年11月26日 - 2005年3月9日） - 若杉栄一 役
  - season19 第12話 -（2021年1月13日） - 鈴木 役
- 演技者。 第14弾「蝿取り紙」（2003年10月14日 - 11月11日、フジテレビ） - 山田茂一 役
- 火災調査官・紅蓮次郎（2004年2月14日 - 2015年6月6日、テレビ朝日） - 灰田修 役
- 法医学教室の事件ファイル（2004年5月29日・10月23日、テレビ朝日） - 今泉征史 役
- 富豪刑事 第6話（2005年2月17日、テレビ朝日）
- はるか17（2005年7月1日 - 9月16日、テレビ朝日）
- ごくせん（2005年1月15日 - 3月19日、日本テレビ）
- お台場湾岸テレビ（2006年10月18日 - 12月21日、フジテレビ）
- 笑える恋はしたくない 第2話（2006年12月8日、TBS）
- 連続テレビ小説（NHK総合）
  - 芋たこなんきん（2006年10月2日 - 2007年3月31日） - 二ノ宮留夫 役
  - あまちゃん（2013年4月1日 - 2013年9月28日） - 河島耕作 役
  - スカーレット（2019年9月30日 - 2020年3月28日） - 大野忠信 役[3]
- 東京駅お忘れ物預り所（2007年5月5日、テレビ朝日） - 大口康夫 役
- 黒い太陽'07スペシャル（2007年9月21日、テレビ朝日）
- モップガール（2007年10月12日 - 12月14日、テレビ朝日） - 横内淳 役
- 土曜ミッドナイトドラマ「コインロッカー物語」（2008年2月23日 - 3月15日、テレビ朝日） - 星川哲也 役
- SMAP×SMAP特別編「ザッツ・ジャパニーズ・エンターテインメント 甦る日本映画黄金期」（2008年5月5日、関西テレビ・フジテレビ）
- 33分探偵（2008年8月2日 - 9月27日、フジテレビ）
- トライアングル（2009年1月6日 - 3月17日、関西テレビ） - 堀米卓也 役
- ゴーストフレンズ 第5話（2009年4月30日、NHK総合） - 西園寺幸平 役
- 派遣のオスカル〜 『少女漫画』に愛をこめて（2009年8月29日 - 10月2日、NHK総合） - 出水俊也 役
- こちら葛飾区亀有公園前派出所（2009年8月1日 - 8月29日、TBS）
- SOIL ソイル（2010年3月6日 - 4月24日、WOWOW） - 一ノ瀬清太郎 役
- 崖っぷちのエリー 第6話（2010年8月20日、テレビ朝日・朝日放送共同制作） - 勝又 役
- 新・警視庁捜査一課9係 season2 第11話（2010年9月8日、テレビ朝日）
- スペシャルドラマ「ストロベリーナイト」（2010年11月13日、フジテレビ） - 尾室医師 役
- ホンボシ〜心理特捜事件簿〜 第5話（2011年2月17日、テレビ朝日） - 細川隆二 役
- ブルドクター（2011年7月6日 - 9月14日、日本テレビ） - 八代健吾 役
- 人類学者・岬久美子の殺人鑑定2（2011年8月6日、テレビ朝日） - 井出壮太郎 役
- 松本清張特別企画・鉢植を買う女（2011年11月9日、テレビ東京） - 古河辰男 役
- 多摩南署たたき上げ刑事・近松丙吉 9 -13（2012年1月25日 - 2016年7月13日、テレビ東京） - 西尾昭夫 役
- ステップファザー・ステップ 第9話（2012年3月5日、TBS） - 郷田和男 役
- 浪花少年探偵団 第2話（2012年7月9日、TBS） - 小林 役
- 遺留捜査 第2シリーズ 第7話（2012年8月30日、テレビ朝日） - 中村賢二 役
- プレミアムドラマ 人生、成り行き 天才落語家・立川談志 ここにあり（2013年8月11日・8月18日、NHK BSプレミアム）
- 酔いどれ小籐次（2013年8月23日、NHK BSプレミアム） - 泉蔵 役
- 孤独のグルメ Season3 第8話（2013年8月28日、テレビ東京） - 喜多 役
- 天魔さんがゆく 第8話（2013年9月16日、TBS） - 父親 役
- 金田一耕助VS明智小五郎（2013年9月23日、フジテレビ） - 福助 役
- ブラック・ジャック創作秘話〜手塚治虫の仕事場から〜（2013年9月24日、関西テレビ） - 福山義一 役
- ダンダリン 労働基準監督官 第3話（2013年10月16日、日本テレビ） - 相島幸治 役
- 鼠、江戸を疾る（2014年1月9日 - 3月20日、NHK総合） - 定吉 役
- ウレロ☆未体験少女 第4話（2014年1月31日、テレビ東京） - 怪田忍 役
- 三匹のおっさん〜正義の味方、見参!!〜 第7話（2014年3月7日、テレビ東京） - 柳田 役
- 葬儀屋松子の事件簿4（2014年3月12日、テレビ東京） - 輪島元彦 役
- だましゑ歌麿IV（2014年9月6日、テレビ朝日） - 利三郎 役
- 地獄先生ぬ〜べ〜 第1話（2014年10月11日、日本テレビ） - 頭像（声）役
- 怪奇恋愛作戦 第1話（2015年1月10日、テレビ東京） - ゲスト・情報屋 役
- THE LAST COP/ラストコップ（2015年6月19日、日本テレビ） - ムーンライト清美 役
- 99.9-刑事専門弁護士-（TBS） - 藤野宏樹 役
  - SEASON I（2016年4月17日 - 6月19日）
  - SEASON II（2018年1月14日 - 3月18日）
  - 完全新作SP新たな出会い篇～映画公開前夜祭～（2021年12月29日）[4]
- 私たちがプロポーズされないのには、101の理由があってだな　（2015年9月9日、LaLa TV） - レフリー役・脚本、演出も
- HOPE〜期待ゼロの新入社員〜（2016年7月17日 - 9月18日、フジテレビ） - 鳴海亮太 役
- 潜入捜査アイドル・刑事ダンス 第3-5話（2016年10月23日 - 11月6日、テレビ東京） - 高也タカナス 役
- 家政夫のミタゾノ第1シリーズ 第5話（2016年11月18日、テレビ朝日） - 新田和臣 役
- 勇者ヨシヒコと導かれし七人 第5話（2016年11月6日、テレビ東京） - テレアーサ 役
- リテイク 時をかける想い 第2話（2016年12月10日、東海テレビ・フジテレビ系） - オバケ漆畑 役
- 嘘の戦争（2017年1月10日 - 3月14日、関西テレビ・フジテレビ系） - 百田ユウジ 役[5]
- 警視庁・捜査一課長 season2 第9話（2017年6月15日、テレビ朝日） - 丸山雄介 役
- ブランケット・キャッツ 第2話（2017年7月6日、NHK総合） - 樋口隆平 役
- 棟居刑事シリーズ10（2017年9月28日、テレビ朝日） - 夏沢裕樹 役
- 重要参考人探偵 第1話（2017年10月20日、テレビ朝日） - 宇田川周平 役
- 未解決の女 警視庁文書捜査官 第6話（2018年5月24日、テレビ朝日） - 吉井洋平 役
- バカボンのパパよりバカなパパ#テレビドラマ（2018年6月30日 - 7月28日、NHK総合） - 長瀬光雄 役
- 絶対零度〜未然犯罪潜入捜査〜（2018年7月9日 - 9月10日、フジテレビ） - 早川誠二 役
- 探偵が早すぎる 第1話（2018年7月19日、読売テレビ・日本テレビ） - 若竹友成 役
- 科捜研の女シーズン18（2018年10月18日、テレビ朝日） - 牧村圭 役
- 駐在刑事 第2話（2018年10月26日、テレビ東京） - 田所孝一 役
- 家康、江戸を建てる（2019年1月2日、NHK総合） - 安兵衛 役
- 僕が笑うと（2019年3月26日、関西テレビ） - 山田正 役
- 時効警察はじめました 第2話（2019年10月18日、テレビ朝日） - 芝浜保 役[6]

- 絶対零度〜未然犯罪潜入捜査〜（2020年1月6日 - 3月16日、フジテレビ） - 早川誠二 役
- 行列の女神～らーめん才遊記〜 第6話（2020年5月25日、テレビ東京） - 「楽麺フーズ」社長・蒲生博昭 役
- 記憶捜査2〜新宿東署事件ファイル〜 第3話・第4話（2020年11月6日・13日、テレビ東京） - 佐山正 役
- 知ってるワイフ（2021年1月7日 - 3月18日、フジテレビ） - 西徹也 役[7]
- ハクタカ 白鷹雨音の捜査ファイル（2021年3月22日、テレビ東京） - 西尾進 役
- 言霊荘  第2・3・8話（2021年10月16日・23日・11月27日、テレビ朝日） - 島谷進次郎 役
- 農家のミカタ（2021年10月23日、テレビ東京） - 大木拓 役
- BS笑点ドラマスペシャル 笑点をつくった男 立川談志（2022年1月2日、 BS日テレ） - 朝太…のちの古今亭志ん朝 役[8][9][10]
- 量産型リコ -プラモ女子の人生組み立て記-（2022年7月1日 - 9月2日、テレビ東京） - 犬塚輝 役[11]
  - 量産型リコ -もう1人のプラモ女子の人生組み立て記-（2023年6月30日 - 9月1日、テレビ東京）[12]
- 刑事7人 Season8（2022年、テレビ朝日） - 及川作郎 役
- 警視庁考察一課（2022年、テレビ東京） - 真木雄一 役
- ワタシってサバサバしてるから（2023年1月9日 - 2月9日、NHK総合） - 西園寺聡 役
- 風間公親-教場0- 第1話（2023年4月10日、フジテレビ） - タクシー運転手 役
- ノンレムの窓 2023 夏 第2話「推してもいいデスか?」（2023年7月8日、日本テレビ）[13]
- わたしの一番最悪なともだち（2023年8月21日 - 10月12日、NHK総合） - 笠松健次郎 役[14]
- 花咲舞が黙ってない 第3シリーズ 第5話（2024年5月11日、日本テレビ） - 前浜規男 役[15]
- スナック女子にハイボールを 第9話（2024年5月31日、中京テレビ） - 宮西部長 役[16]
- ギークス〜警察署の変人たち〜（2024年7月4日 - 9月19日、フジテレビ） - 島根太一 役[17][18]
- D&D〜医者と刑事の捜査線〜 第3話（2024年11月1日、テレビ東京） - 岡野幹夫 役[19]
- 新・暴れん坊将軍（2025年1月4日、テレビ朝日） - 猪俣屋 役[20]
- 東京サラダボウル（2025年1月7日 - 3月4日、NHK総合・NHK BSP4K） - 大内田将 役[21]
- 北くんがかわいすぎて手に余るので、3人でシェアすることにしました。（2025年7月1日 - 、関西テレビ・フジテレビ） - 比留間隆 役[22]
- はぐれ鴉（2025年7月22日、テレビ大分） - 篤丸 役[23][24]

### その他のテレビ番組
- 熱血!サンタマリア（2002年7月13日 - 9月28日、フジテレビ）
- めちゃ×2イケてるッ!（2003年1月11日、フジテレビ） - チビレモンのひとり、マギレモンとして登場
- 映画ほど!ステキなものはない（NHK BS2） - 司会
- ネプリーグ (フジテレビ)
- サラリーマンNEO（2006年4月4日 - 2011年9月27日、NHK総合） - 出演・脚本
- タモリ倶楽部（テレビ朝日） - 不定期出演、主に進行役
- スタジオパークからこんにちは（2014年5月8日、NHK総合） - 特別MCとして司会を担当
- 至福の間借りカレー（2021年5月22日、BS-TBS） - 本人の妻がカレー店を経営していることによる
- 郷愁の街角ラーメン（不定期放送、BS-TBS）
- 東京シュウマイ党（不定期放送、BS-TBS[25]）
- 罵倒村（2024年5月4日、5月18日、佐久間宣行のNOBROCK TV）馬木雄一 役

### ラジオドラマ
- 青春アドベンチャー（NHK-FM）
  - 「プリンセス・トヨトミ」（2009年11月23日 - 12月4日） - 鳥居忠 役
  - 「夢巻」（2016年8月22日 - 8月26日） - 堀川 役
- FMシアター（NHK-FM）　
  - 「黒潮の流れのままに」（2011年2月19日）
  - 「優雅な食卓」（2011年4月23日） - キヨシ 役
  - 「イジメの行方」（2013年10月12日） - 広太 役
  - 「ママはがんなの」（2014年9月6日） - 太田健一 役
  - 「モグラたちのブルース」（2019年8月17日） - 佐藤裕也 役
  - 「これは、私の落とし噺」（2021年1月9日） - 柱大黒天 役
  - 「ふたつのせかい」（2021年7月17日）

### 映画
- アドレナリンドライブ（1999年6月12日） - 組員・山田 役
- LOVE SONG（2001年4月28日） - 鈴木 役
- 踊る大捜査線シリーズ - 国見昇 役
  - 踊る大捜査線 THE MOVIE 2 レインボーブリッジを封鎖せよ!（2003年7月19日）
  - 室井慎次 生き続ける者（2024年11月15日）
- アイデン&ティティ（2003年12月20日） - 豆蔵 役
- 透光の樹（2004年10月30日）
- クリスマス・クリスマス（2004年12月4日）
- 世界の中心で、愛をさけぶ（2004年5月8日） - 家電店の店員 役
- 姑獲鳥の夏（2005年7月16日） - 鳥口守彦 役
- 雨鱒の川（2004年11月13日） - 佐々木先生 役
- ALWAYS 三丁目の夕日（2005年11月5日） - 精肉店・丸山 役
- 嫌われ松子の一生（2006年5月27日）
- タイヨウのうた（2006年6月17日）
- デスノート the Last name（2006年11月3日） - 出目川裕志 役
- 魍魎の匣（2007年12月22日）
- ALWAYS 続・三丁目の夕日（2007年11月3日） - 丸山精肉店 役
- グミ・チョコレート・パイン（2007年12月22日）
- 築地魚河岸三代目（2008年6月7日）
- クライマーズ・ハイ（2008年7月5日） - 吉井弁次郎 役
- 私は貝になりたい（2008年11月22日） - 酒井正吉 役
- サヨナライツカ#映画（2010年1月23日） - 木下恒久 役
- 探偵はBARにいる（2011年9月10日） - 源ちゃん 役
  - 探偵はBARにいる2 ススキノ大交差点（2013年5月11日） - 源ちゃん 役
  - 探偵はBARにいる3（2017年12月1日） - 源ちゃん 役
- はやぶさ/HAYABUSA（2011年10月1日） - 福本哲也 役
- サラリーマンNEO 劇場版(笑)（2011年11月3日） - 鏑木作一郎 役
- 薔薇色のブー子（2014年5月30日） - デパート支店長・中本孝三 役
- THE LAST COP/ラストコップ THE MOVIE（2017年5月3日） - ムーンライト清美 役
- パーフェクトワールド 君といる奇跡（2018年10月5日） - 渡辺剛 役[26]
- 科捜研の女 -劇場版-（2021年9月3日） -  柴崎勉 役
- 燃えよ剣（2021年10月15日[注 1]） - 大沢逸平 役[31]
- 99.9-刑事専門弁護士-THE MOVIE（2021年12月30日、松竹） - 藤野宏樹 役[32]
- 静かなるドン（ライツキューブ）[33]
  - 静かなるドン2 前編（2024年9月13日）[33]
  - 静かなるドン2 後編（2024年9月27日）[33]

## 舞台
- ナイロン100℃公演
  - ノンストップサクセスストーリー ビフテキと暴走（1996年9月28日 - 10月15日）
  - ザ・ガンビーズ・ショウ（1998年3月23日・作家としても参加）
  - シャープさんフラットさん（2008年9月15日 - 10月19日）
  - 2番目、或いは3番目（2010年7月7日）
- しゃばけ（2013年4月20日 - 5月15日） - 佐助 役
- Paco〜パコと魔法の絵本〜 from「ガマ王子vsザリガニ魔人」（2014年2月7日 - 3月21日） - 堀米 役
- ダブリンの鐘つきカビ人間（2015年10月3日 - 11月20日）
- 世界は笑う（2022年8月7日 - 9月6日）[34]
- 漫才ギャング -リローデッド-（2023年5月 - 6月）
- 年下彼氏〜君のとなりで〜（2025年2月22日 - 4月6日） - テッペイ 役[35]
- いきなり本読み！in BOOTCAMP！（2025年7月2日 - 5日〈予定〉）[36]

## 脚本
- ショコキ!（2001年） - 映画
- NIN×NIN 忍者ハットリくん THE MOVIE（2004年） - 映画
- ブスの瞳に恋してる（2006年4 - 6月、関西テレビ） - テレビドラマ
- その5分前 （2006年12月、NHK総合） - テレビドラマ
  - 「或る夜の出来事」
  - 「明日への船出」
  - 「最後の翼」
- 山田太郎ものがたり（2007年7月 - 9月、TBS） - テレビドラマ
- 親孝行プレイ（2008年10月1日 - 12月17日、毎日放送ほか） - テレビドラマ
- こちら葛飾区亀有公園前派出所（2009年8月 - 9月、TBS） - テレビドラマ
- ひとり交換日記（2013年） - スペシャルドラマDVD
- 地獄先生ぬ〜べ〜（2014年10月11日 - 12月13日、日本テレビ） - テレビドラマ
- 私たちがプロポーズされないのには、101の理由があってだな　（2015年、LaLa TV） - テレビドラマ・演出も
- 臨床犯罪学者 火村英生の推理（2016年、日本テレビ） - テレビドラマ
- カンナさーん!（2017年7月18日 - 9月19日、TBS） - テレビドラマ
- 向かいのバズる家族（2019年4月4日 - 6月6日、読売テレビ制作・日本テレビ系） - テレビドラマ
- ＃家族募集します（2021年7月9日 - 9月24日、TBS） - テレビドラマ[37]
- 鍵泥棒のメソッド→リブート（2024年1月、本多劇場） - 舞台[38]
- 笑ゥせぇるすまん（2025年7月18日 - 8月1日、Amazon Prime Video）[39][40]

## 演出
- TEAM NACS
  - 安田顕 ひとり語り2014〜ギターの調べとともに。（2014年）
  - 悪童（2015年）
  - マスターピース〜傑作を君に〜（2022年）
- 松竹
  - 喜劇 有頂天団地（2018年）
  - 喜劇 老後の資金がありません（2021年、脚色・演出）
- シス・カンパニー「わたしの耳」（2020年）
- エイベックス・エンタテインメント「Retrial：実験室」（2021年、作・演出）

## 原作
- スペーストラベラーズ（2000年4月8日） - 映画